# The Amity Affliction/Diskografie
Diese Diskografie ist eine Übersicht der musikalischen Werke der australischen Post-Hardcore-Band The Amity Affliction. Das 2014 veröffentlichte Album Let the Ocean Take Me ist bisher das kommerziell erfolgreichste Album des Quartetts. Es erreichte Platz 1 in den australischen Albumcharts und hielt sich mit Unterbrechungen insgesamt 21 Wochen lang in den Charts auf, wodurch Let the Ocean Take Me im Jahr 2015 mit einer Platin-Schallplatte ausgezeichnet wurde. Bereits der Vorgänger Chasing Ghosts erreichte Platz 1 in den einheimischen Charts und hielt sich sieben Wochen lang in diesen auf. Chasing Ghosts und das 2010 herausgebrachte zweite Studioalbum Youngbloods haben jeweils die Goldene Schallplatte in Australien erhalten.

## Alben

### Studioalben
| Jahr | Titel Musiklabel                                             | Höchstplatzierung, Gesamtwochen, AuszeichnungChartplatzierungen (Jahr, Titel, Musiklabel, Platzierungen, Wochen, Auszeichnungen, Anmerkungen) | Höchstplatzierung, Gesamtwochen, AuszeichnungChartplatzierungen (Jahr, Titel, Musiklabel, Platzierungen, Wochen, Auszeichnungen, Anmerkungen) | Höchstplatzierung, Gesamtwochen, AuszeichnungChartplatzierungen (Jahr, Titel, Musiklabel, Platzierungen, Wochen, Auszeichnungen, Anmerkungen) | Höchstplatzierung, Gesamtwochen, AuszeichnungChartplatzierungen (Jahr, Titel, Musiklabel, Platzierungen, Wochen, Auszeichnungen, Anmerkungen) | Höchstplatzierung, Gesamtwochen, AuszeichnungChartplatzierungen (Jahr, Titel, Musiklabel, Platzierungen, Wochen, Auszeichnungen, Anmerkungen) | Höchstplatzierung, Gesamtwochen, AuszeichnungChartplatzierungen (Jahr, Titel, Musiklabel, Platzierungen, Wochen, Auszeichnungen, Anmerkungen) | Höchstplatzierung, Gesamtwochen, AuszeichnungChartplatzierungen (Jahr, Titel, Musiklabel, Platzierungen, Wochen, Auszeichnungen, Anmerkungen) | Anmerkungen                             |
| Jahr | Titel Musiklabel                                             | AU | NZ | DE | AT | CH | UK | US | Anmerkungen                             |
| ---- | ------------------------------------------------------------ | --- | --- | --- | --- | --- | --- | --- | --------------------------------------- |
| 2008 | Severed Ties Boomtown Records                                | AU26 (1 Wo.)AU | — | — | — | — | — | — | Erstveröffentlichung: 4. Oktober 2008   |
| 2010 | Youngbloods Boomtown Records                                 | AU6 Gold · (3 Wo.)AU | — | — | — | — | — | — | Erstveröffentlichung: 18. Juni 2010     |
| 2012 | Chasing Ghosts UNFD, Roadrunner Records                      | AU1 Gold · (8 Wo.)AU | — | — | — | — | — | — | Erstveröffentlichung: 7. September 2012 |
| 2014 | Let the Ocean Take Me UNFD, Roadrunner                       | AU1 Platin · (21 Wo.)AU | NZ24 (1 Wo.)NZ | — | — | — | — | US31 (2 Wo.)US | Erstveröffentlichung: 10. Juni 2014     |
| 2016 | This Could Be Heartbreak UNFD, Roadrunner                    | AU1 (7 Wo.)AU | NZ32 (1 Wo.)NZ | DE29 (1 Wo.)DE | AT25 (1 Wo.)AT | CH31 (1 Wo.)CH | UK51 (1 Wo.)UK | US26 (1 Wo.)US | Erstveröffentlichung: 12. August 2016   |
| 2018 | Misery UNFD, Roadrunner                                      | AU1 (4 Wo.)AU | — | DE38 (1 Wo.)DE | AT39 (1 Wo.)AT | CH51 (1 Wo.)CH | — | US70 (1 Wo.)US | Erstveröffentlichung: 24. August 2018   |
| 2020 | Everyone Loves You... Once You Leave Them Warner, Pure Noise | AU2 (3 Wo.)AU | — | DE47 (2 Wo.)DE | — | — | — | US60 (1 Wo.)US | Erstveröffentlichung: 21. Februar 2020  |
| 2023 | Not Without My Ghosts Warner, Pure Noise                     | AU2 (1 Wo.)AU | — | DE56 (1 Wo.)DE | — | — | — | — | Erstveröffentlichung: 12. Mai 2023      |

### Kompilationen
- 2010: Glory Days (Boomtown Records)

### EPs
- 2004: Early Demos
- 2005: The Amity Affliction
- 2007: High Hopes (Skull and Bones Records)
- 2021: Somewhere Beyond the Blue (Pure Noise Records)

### Splits
- 2004: State of Affairs (5-Way-Split mit Miles Away, Perish the Thought, Hi End Audio und Away from Now, Common Bond Records, Pee Records, Lifetime Records)

## Singles
| Jahr | Titel Album                            | Höchstplatzierung, Gesamtwochen, AuszeichnungChartsChartplatzierungen (Jahr, Titel, Album, Platzierungen, Wochen, Auszeichnungen, Anmerkungen) | Anmerkungen              |
| Jahr | Titel Album                            | AU | Anmerkungen              |
| ---- | -------------------------------------- | --- | ------------------------ |
| 2014 | Pittsburgh Let the Ocean Take Me       | AU28 Platin · (2 Wo.)AU | UNFD, Roadrunner Records |
| 2014 | Don’t Lean On Me Let the Ocean Take Me | AU24 Gold · (1 Wo.)AU | UNFD, Roadrunner         |
| 2015 | Shine On –                             | AU19 (1 Wo.)AU | UNFD, Roadrunner         |

Weitere Singles
- 2012: Chasing Ghosts
- 2013: Open Letter (AU: Gold)
- 2013: Born to Die (Lana-del-Ray-Cover)
- 2014: Death’s Hand
- 2015: Skeletons
- 2015: Farewell
- 2016: I Bring the Weather with Me
- 2016: This Could Be Heartbreak (AU: Gold)
- 2016: All Fucked Up (AU: Gold)
- 2018: Ivy (Doomsday) (AU: Gold)

## Musikvideos
- 2004: A Sleepless Winter
- 2008: Fruity Lexia
- 2010: I Hate Hartley
- 2010: Youngbloods
- 2012: Chasing Ghosts
- 2013: R.I.P Bon
- 2013: Open Letter
- 2013: Greens Avenue
- 2014: Pittsburgh
- 2014: Don’t Lean on Me
- 2014: The Weigh Down
- 2014: Death’s Hand
- 2015: Skeletons
- 2015: Shine On
- 2016: I Bring the Weather with Me
- 2016: This Could Be Heartbreak
- 2016: All Fucked Up
- 2017: Fight My Regret
- 2018: Ivy (Doomsday)
- 2018: Feels Like I'm Dying
- 2018: D.I.E.
- 2019: Drag The Lake
- 2019: All My Friends Are Dead
- 2020: Soak Me In Bleach
- 2020: Forever
- 2021: Like Love
- 2023: Show Me Your God
- 2023: I See Dead People
- 2023: It’s Hell Down Here
- 2023: Not Without My Ghosts

## Statistik

### Chartauswertung
|                     | AU    | NZ    | DE    | AT    | CH    | UK    | US    |
| ------------------- | ----- | ----- | ----- | ----- | ----- | ----- | ----- |
| Nummer-eins-Alben   | AU4AU | NZ—NZ | DE—DE | AT—AT | CH—CH | UK—UK | US—US |
| Top-10-Alben        | AU7AU | NZ—NZ | DE—DE | AT—AT | CH—CH | UK—UK | US—US |
| Alben in den Charts | AU8AU | NZ2NZ | DE4DE | AT2AT | CH2CH | UK1UK | US4US |

|                       | AU    |
| --------------------- | ----- |
| Nummer-eins-Singles   | AU—AU |
| Top-10-Singles        | AU—AU |
| Singles in den Charts | AU3AU |

### Auszeichnungen für Musikverkäufe
| Goldene Schallplatte - Vereinigte Staaten - 2025: für das Lied Pittsburgh (No Intro) |

Anmerkung: Auszeichnungen in Ländern aus den Charttabellen bzw. Chartboxen sind in ebendiesen zu finden.
| Land/RegionAuszeichnungen für Musikverkäufe (Land/Region, Auszeichnungen, Verkäufe, Quellen) | Gold     | Platin     | Verkäufe | Quellen     |
| -------------------------------------------------------------------------------------------- | -------- | ---------- | -------- | ----------- |
| Australien (ARIA)                                                                            | 7× Gold7 | 2× Platin2 | 385.000  | aria.com.au |
| Vereinigte Staaten (RIAA)                                                                    | Gold1    | —          | 500.000  | riaa.com    |
| Insgesamt                                                                                    | 8× Gold8 | 2× Platin2 |          |             |